# نیزه‌دار سیاه
نیزه‌دار سیاه (Bagrichthys macracanthus) نوعی ماهی آکواریومی از خانوادهٔ کیسه‌ماهیان (Bagridae) است.
زیستگاه اصلی این ماهی تایلند، کامبوج، سوماترا، اندونزی و بیشینهٔ اندازه آن ۱۸ سانتیمتر است.
تشخیص جنسیت: اندام تناسلی برجسته نر کاملاً مشخص است هر چند که ماهی بسیار کوچک باشد.
شرایط تانک آکواریوم: این ماهی به گیاهان علاقه خاصی دارد چرا که می‌تواند لابلای آنها به جستجوی باقی‌مانده غذاها بپردازد. ضمناً هنگامی که وحشت زده می‌شود به راحتی می‌تواند به خودش صدمه برساند بنابراین برایش مکانهایی غارمانند – در اندازه مناسب - در آکواریومتان فراهم کنید تا در این مواقع در آنها پناه بگیرد و سپس به راحتی از آنها خارج شود.
اسیدیته آب: بین ۵٫۵ تا ۷ ph
دما: ۷۵ تا ۸۱ درجه فارنهایت / ۲۴ تا ۲۷ درجه سانتیگراد

## ماهیان سازگار با این ماهی
گروهی از بارب‌ها برای این منظور گزینه مناسبی هستند و فعالیت مداوم آنها در مقابل رفتار بیش از اندازه خجالتی این ماهی قرار می‌گیرد. به نظر می‌رسد که حضور یک گروه بزرگ از ماهی‌ها به نیزه‌دار سیاه اعتماد به نفس بیشتری می‌دهد تا اینکه او به تنهایی در یک آکواریوم نگهداری شود. به علاوه سایر ماهیان در هنگام غذادهی فعالیتشان دو چندان می‌شود که این امر سبب تحریک نیزه‌دار سیاه به ترک استراحتگاهش برای یافتن غذا می‌گردد. برای نگهداری از نیزه‌دارهای بالغ در کنار هم و در یک آکواریوم بهتر است اتاق‌های زیادی را در اختیارشان قرار دهید چرا که ممکن است به یکدیگر صدمه بزنند.
غذاها: غذاهای منجمد (کرم خونی)، کرم سفید، کرم خاکی، قرص‌های خوراکی مخصوص گربه ماهی‌ها، مکمل‌های غذایی و...